# Margie (filme)
Margie é um filme de comédia romântica estadunidense de 1946 dirigido por Henry King e estrelado por Jeanne Crain. O filme foi um sucesso de bilheteria, e estabeleceu Crain como uma importante estrela da 20th Century Fox.

## Sinopse
Em uma pequena cidade do interior em 1946, a dona de casa Maggie conta à filha adolescente como conheceu o pai. Eram os 1920, ela era uma estudante do ensino médio e seu futuro marido era seu professor de francês. Mas Maggie tem uma queda por Johnny Green, o capitão do time de futebol da escola. O flashback começa...

## Elenco
- Jeanne Crain como Marjorie 'Margie' MacDuff
- Glenn Langan como Professor Ralph Fontayne
- Lynn Bari como Miss Isabel Palmer
- Alan Young como Roy Hornsdale
- Barbara Lawrence como Marybelle Tenor
- Conrad Janis como Johnny 'Johnikins' Green
- Esther Dale como vovó McSweeney
- Hobart Cavanaugh como Sr. Angus MacDuff
- Ann E. Todd como Joyce, filha adolescente de Margie
- Hattie McDaniel como Cynthia
- Diana Herbert como Senior